# Курочкино (Новосокольнический район)
Курочкино — деревня в Новосокольническом районе Псковской области России. Входит в состав Маевской волости.

## География
Расположена в 40 км к северо-западу от города Новосокольники и в 2 км к югу от бывшего волостного центра, деревни Руново.

## Население
| 2001 | 2002 | 2010 |
| ---- | ---- | ---- |
| 23   | ↗30  | ↘20  |

Численность населения деревни по оценке на начало 2001 года составляла 23 человека.

## История
С 1995 до 2015 года деревня входила в состав ныне упразднённой Руновской волости.